# روبن گارسیا (بازیکن فوتبال)
روبن گارسیا (انگلیسی: Rubén Garcés؛ زادهٔ ۷ نوامبر ۱۹۹۳) بازیکن فوتبال اهل اسپانیا است.
از باشگاه‌هایی که در آن بازی کرده‌است می‌توان به باشگاه فوتبال اوئسکا اشاره کرد.